# Fanny Kekelaokalani
Fanny Kekuʻiapoiwa Kekelaokalani Young Lewis Naʻea (1806. – 1880.) bila je majka havajske kraljice Eme i baka princa Alberta.

## Biografija
Fanny je bila kći Johna Younga, savjetnika kralja Kamehamehe I. Njezina majka bila je Kaʻōanaʻeha Mele, za koju se govorilo da je kraljeva nećakinja. Imala je dva starija polubrata, Roberta i Jamesa, dvije mlađe sestre, Grace i Jane, te mlađeg brata Johna.

### Brakovi i djeca
Fanny se prvo udala za Henryja Colemana Lewisa, kojem je rodila kćer Mary. Drugi se put udala za Georgea Na'eu, kojem je rodila kćer Emu. Fanny je dozvolila svojoj sestri Grace da posvoji Emu.
Postoji mogućnost da se Fanny razvela od Na'ee, jer se zarazio gubom.

### Smrt
Fanny je umrla 1880. godine.